# Bee's knees
Bee's Knees (ou joelhos de abelha) é um coquetel da era da Lei Seca feito com gim, suco de limão fresco e mel. É servido batido e gelado, muitas vezes com um toque de limão.
O nome vem de uma gíria da era da proibição que significa "o melhor". 

## História
O coquetel bee's knees tem origens pouco claras. Possivelmente foi inventado por Frank Meier, um barman austríaco, parte judeu, que foi o primeiro barman-chefe do Ritz em Paris em 1921, quando o Café Parisian abriu suas portas. 
Uma notícia de 1929 atribui o coquetel a Margaret Brown, uma socialite estadunidense. 

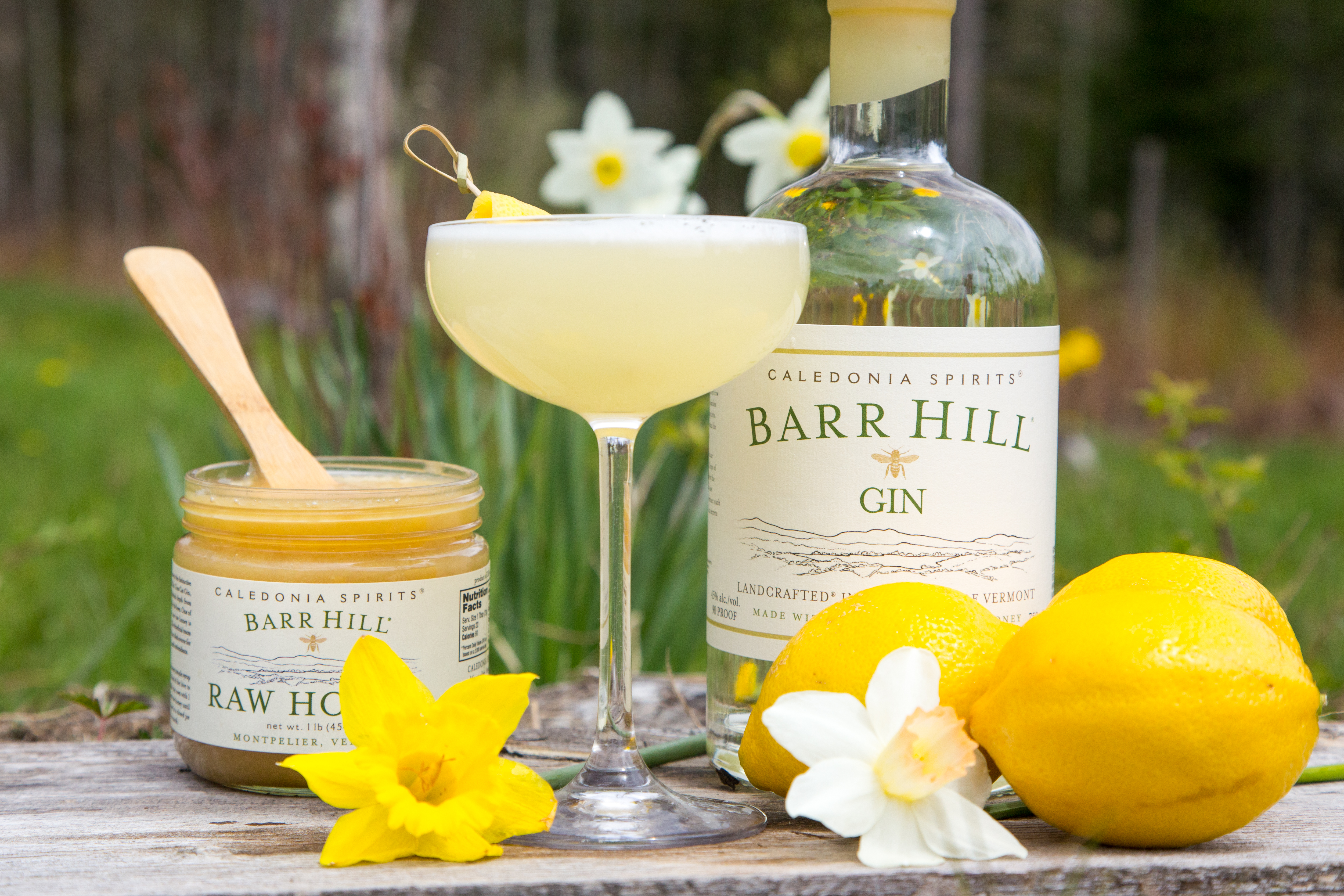
Coquetel Bee's Knees com Barr Hill Gin, mel e limão

## Variações
- Várias marcas diferentes de gin são recomendadas, entre elas a Barr Hill's por sua redundante infusão de mel.
- O mel pode ser diluído 1:1 com água morna para diluir a consistência.
- O mel pode ser diluído 1:1 com xarope simples em vez de água.
- Um ramo de manjericão ou tomilho pode ser usado para enfeitar em vez de casca de limão.